# Derby di Bologna

Da sinistra: Il fortitudino Vittorio Ferracini e il virtussino Renato Villalta in un derby bolognese del 1987.

Il derby di Bologna è la stracittadina che vede contrapposte le due principali squadre di pallacanestro del capoluogo emiliano, la Virtus e la Fortitudo. Per l'importanza storica delle due società e l'accesa rivalità si tratta di una delle sfide più famose d'Italia, nonché di una delle più note stracittadine in Europa, nel panorama cestistico. Per tali ragioni alla città è stato dato il soprannome di "Basket City".

## Storia

### I primi decenni di rivalità
Il primo confronto fra Virtus e Fortitudo avvenne il 15 dicembre 1966, quando i biancoblù acquisirono i diritti sportivi della Sant'Agostino e salirono nella massima serie. A quei tempi la principale rivalità cittadina era quella fra la Virtus e il Gira; quest'ultimo, tuttavia, era retrocesso già da due stagioni in serie B. Se il primo derby contro la "Effe" venne vinto dalla Virtus grazie ai 30 punti di Gianfranco Lombardi, la Fortitudo riuscì ad aggiudicarsi ben 7 dei successivi 9 derby: in quegli anni era guidata da Gary Schull, il quale si rese protagonista soprattutto nella sfida del 21 dicembre 1969, quando fu ferito al sopracciglio ma volle comunque giocare fino al termine. Le Vu nere in quegli anni si trovavano in seria difficoltà, tanto che rischiarono di retrocedere nel 1971.
Tuttavia i bianconeri, con gli statunitensi John Fultz e Terry Driscoll e con Dan Peterson come allenatore, nel corso degli anni settanta seppero ribaltare il bilancio complessivo a loro favore. Dal 1975 al 1980, quando erano ai vertici del campionato, vinsero 9 derby consecutivi. L'ultimo di questi, del 9 novembre 1980, divenne noto a causa del contestato pareggio virtussino avvenuto ad opera di Renato Villalta allo scadere dei quattro secondi rimasti: al supplementare prevalse la Virtus. La Fortitudo però batté i rivali già due mesi più tardi in un'altra sfida decisa al supplementare, questa volta da Maurizio Ferro, prodotto del vivaio dell'Aquila e fondatore del gruppo ultras biancoblù della Fossa dei Leoni. Nonostante ciò a fine stagione egli venne ceduto proprio all'altra squadra bolognese.

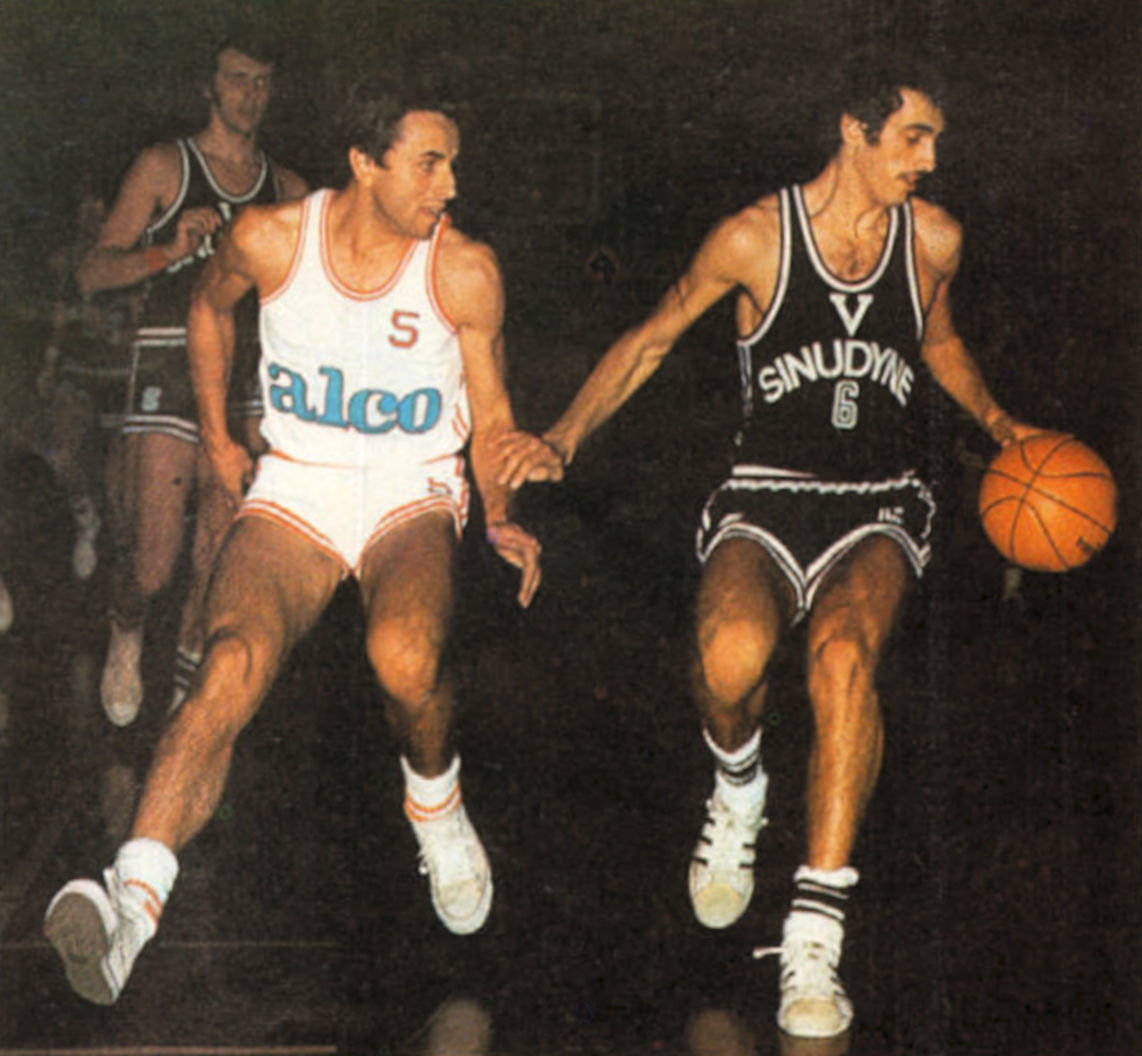
Da sinistra: i due play bolognesi dell'epoca, il fortitudino Giampaolo Orlandi e il virtussino Massimo Antonelli, nel derby di campionato del 27 ottobre 1974.

Negli anni seguenti, fino al 1986, le Vu nere continuarono a ottenere successi nella maggior parte delle stracittadine disputate. Dal 1979 la Effe si trovava costantemente in bilico tra Serie A1 e A2, mentre la Virtus di Villalta, Brunamonti e Binelli vinceva nuovi trofei nazionali. Eppure nel 1988 la Fortitudo, in virtù del primo posto nel campionato di A2, affrontò e sconfisse sorprendentemente in sole due gare i concittadini bianconeri negli ottavi di finale dei play-off nazionali: è noto come il derby del sorpasso. Il campionato seguente vide le V Nere trionfare all'andata grazie alle 9 triple mandate a segno da "Sugar" Ray Richardson; al ritorno l'Aquila si prese un'ampia rivincita nel derby del grande freddo, così chiamato per il -32 incassato dalla Virtus, dove migliore in campo fu Vincent Askew con 28 punti. I bianconeri si sarebbero vendicati nel 1993: nel ritorno degli ottavi di Coppa Italia superarono la Fortitudo di 41 lunghezze.

### L'età d'oro
Con gli anni novanta arrivò il periodo di maggior splendore per entrambe le società felsinee e, di conseguenza, l'apice di successo per il derby. Alfredo Cazzola per la Virtus e Giorgio Seragnoli per la Fortitudo cercarono, di anno in anno, di costruire squadre sempre più competitive per ottenere la supremazia in città, in Italia e in Europa. Dal 1993 al 1995 la Virtus, guidata dalla stella Predrag Danilović, vinse tre scudetti consecutivi e prevalse in quasi tutti i derby. Nel 1995 Danilović lasciò l'Italia per approdare in NBA; nel frattempo, la Fortitudo ingaggiò Carlton Myers. Nella stagione 1996-97 tutti i cinque derby giocati andarono alla Effe, che eliminò così gli acerrimi rivali nella semifinale dei play-off.
Con il ritorno in bianconero di Danilović e di Ettore Messina in panchina, le sorti cambiarono nuovamente già nell'annata successiva, durante la quale il numero di derby disputati salì a dieci. Per la prima volta le due squadre si incontrarono in Eurolega, ai quarti di finale. L'andata fu caratterizzata da una rissa furibonda: quasi tutti i giocatori si azzuffarono e, dopo le numerose espulsioni, la Fortitudo rimase con soli tre giocatori in campo; la Virtus ebbe gioco facile e, dopo aver vinto anche al ritorno, si avviò a diventare campione d'Europa. Le bolognesi si incontrarono anche in finale scudetto: per la prima volta si ebbe una stracittadina all'ultimo atto del campionato. Nelle prime quattro gare fu sempre la squadra in trasferta ad avere la meglio; la quinta e decisiva divenne probabilmente il derby più celebre di tutti: la Fortitudo era in vantaggio di 4 punti a 24 secondi dalla fine, quando Danilović segnò una tripla subendo fallo da Dominique Wilkins e realizzò il libero. Con quel "tiro da quattro" la Virtus portò la partita al supplementare, nel quale si laureò campione d'Italia.

Il fortitudino Carlton Myers tenta il tiro, accerchiato dagli avversari virtussini, in un derby della stagione 1997-1998, passata alla storia per la disputa di ben 10 stracittadine tra campionato (regular season e finale play-off), Coppa Italia ed Eurolega.

Sempre in quell'anno la Effe sconfisse la concittadina nella Supercoppa, così come in tutte le altre sfide della stagione 1998-99, fatta eccezione per quella più importante, la semifinale di Eurolega alla Final Four di Monaco di Baviera. Nell'annata successiva i biancoblù, con Myers e Fučka, si imposero in entrambi gli incontri contro la Virtus, per poi vincere il loro primo tricolore. Il nuovo secolo si aprì però con il treble delle Vu nere trascinate da un nuovo campione, Emanuel Ginóbili, così che la Fortitudo dovette arrendersi sia in semifinale di Eurolega sia in finale scudetto.

### La fine dei successi
Nel giro di soli due anni, tuttavia, la Virtus fu radiata dal campionato per inadempimenti finanziari. Quando le due squadre si rincontrarono nella stagione 2005-06, la Fortitudo, allenata da Jasmin Repeša e fresca vincitrice dello scudetto, non lasciò scampo alla neopromossa Virtus. In pochi anni l'Aquila visse però un rapido declino. Nel secondo derby della stagione 2008-09 i biancoblù subirono una cocente sconfitta, in quanto la storica rivale vinse grazie a una tripla infilata da Dušan Vukčević a due secondi dalla fine; tale insuccesso contribuì alla loro retrocessione in A2, campionato dal quale furono successivamente esclusi.

### Il ritorno
Passarono quasi otto anni prima che si giocasse una nuova stracittadina: ciò accadde, per la prima volta, in Serie A2. Dal "derby dell'Epifania" uscì vittoriosa la Virtus dopo un supplementare, mentre il ritorno fu appannaggio della Effe. Alla fine furono le Vu nere a vincere i play-off, centrando l'unico posto per la promozione in Serie A.
In seguito, nel 2019 la Fortitudo ha raggiunto i concittadini nella massima serie: le bolognesi si sono così affrontate nel "derby di Natale", nel quale la Virtus, allenata dall'ex giocatore fortitudino Đorđević, ha vinto con 32 punti di scarto (come quelli subiti trent'anni prima nel "derby del grande freddo"), grazie a una magistrale prestazione dell'ala bianconera Kyle Weems (autore, per altro, proprio di 32 punti). Il ritorno non si è giocato a causa della pandemia di COVID-19. Per il medesimo motivo ai due derby della Supercoppa 2020 ha assistito un pubblico assai ridotto, mentre quello d'andata della stagione regolare di campionato è stato il primo a essere giocato a porte chiuse. Nella stagione 2020-2021 di Serie A ha prevalso per due volte la formazione bianconera di Miloš Teodosić, la quale, forte nel girone di ritorno anche dell'arrivo dell'ex fortitudino Marco Belinelli, ha poi conquistato il sedicesimo scudetto. I due derby dell'annata seguente, pur essendo stati combattuti fino all'ultimo minuto, hanno ancora visto imporsi i campioni d'Italia. Al termine del campionato 2021-2022, la Fortitudo retrocede in Serie A2.

## Risultati
| Nº  | Data              | Luogo                             | Competizione                                    | Incontro                               | Risultato     |
| --- | ----------------- | --------------------------------- | ----------------------------------------------- | -------------------------------------- | ------------- |
| 1   | 15 dicembre 1966  | PalaDozza, Bologna                | Serie A 1966-1967                               | Fortitudo Cassera - Virtus Candy       | 66-73         |
| 2   | 19 marzo 1967     | PalaDozza, Bologna                | Serie A 1966-1967                               | Virtus Candy - Fortitudo Cassera       | 63-78         |
| 3   | 21 gennaio 1968   | PalaDozza, Bologna                | Serie A 1967-1968                               | Virtus Candy - Fortitudo Eldorado      | 69-57         |
| 4   | 31 marzo 1968     | PalaDozza, Bologna                | Serie A 1967-1968                               | Fortitudo Eldorado - Virtus Candy      | 78-68         |
| 5   | 8 dicembre 1968   | PalaDozza, Bologna                | Serie A 1968-1969                               | Fortitudo Eldorado - Virtus Candy      | 86-65         |
| 6   | 23 febbraio 1969  | PalaDozza, Bologna                | Serie A 1968-1969                               | Virtus Candy - Fortitudo Eldorado      | 62-66         |
| 7   | 21 dicembre 1969  | PalaDozza, Bologna                | Serie A 1969-1970                               | Fortitudo Eldorado - Virtus            | 67-64         |
| 8   | 15 marzo 1970     | PalaDozza, Bologna                | Serie A 1969-1970                               | Virtus - Fortitudo Eldorado            | 71-70         |
| 9   | 13 dicembre 1970  | PalaDozza, Bologna                | Serie A 1970-1971                               | Virtus Norda - Fortitudo Eldorado      | 53-71         |
| 10  | 7 marzo 1971      | PalaDozza, Bologna                | Serie A 1970-1971                               | Fortitudo Eldorado - Virtus Norda      | 83-60         |
| 11  | 2 gennaio 1972    | PalaDozza, Bologna                | Serie A 1971-1972                               | Fortitudo Eldorado - Virtus Norda      | 73-78         |
| 12  | 19 marzo 1972     | PalaDozza, Bologna                | Serie A 1971-1972                               | Virtus Norda - Fortitudo Eldorado      | 59-61         |
| 13  | 13 dicembre 1972  | PalaDozza, Bologna                | Serie A 1972-1973                               | Virtus Norda - Fortitudo Alco          | 75-68         |
| 14  | 11 marzo 1973     | PalaDozza, Bologna                | Serie A 1972-1973                               | Fortitudo Alco - Virtus Norda          | 58-71         |
| 15  | 28 aprile 1973    | Cremona                           | Coppa Italia 1973                               | Fortitudo Alco - Virtus Norda          | 67-61         |
| 16  | 13 gennaio 1974   | PalaDozza, Bologna                | Serie A 1973-1974                               | Fortitudo Alco - Virtus Sinudyne       | 65-73         |
| 17  | 13 marzo 1974     | PalaDozza, Bologna                | Serie A 1973-1974                               | Virtus Sinudyne - Fortitudo Alco       | 62-60         |
| 18  | 27 ottobre 1974   | PalaDozza, Bologna                | Serie A1 1974-1975                              | Fortitudo Alco - Virtus Sinudyne       | 66-91         |
| 19  | 12 gennaio 1975   | PalaDozza, Bologna                | Serie A1 1974-1975                              | Virtus Sinudyne - Fortitudo Alco       | 67-83         |
| 20  | 25 gennaio 1976   | PalaDozza, Bologna                | Serie A1 1975-1976 (poule scudetto)             | Virtus Sinudyne - Fortitudo Alco       | 88-71         |
| 21  | 14 marzo 1976     | PalaDozza, Bologna                | Serie A1 1975-1976 (poule scudetto)             | Fortitudo Alco - Virtus Sinudyne       | 81-84 (dts)   |
| 22  | 7 novembre 1976   | PalaDozza, Bologna                | Serie A1 1976-1977                              | Virtus Sinudyne - Fortitudo Alco       | 89-80         |
| 23  | 2 gennaio 1977    | PalaDozza, Bologna                | Serie A1 1976-1977                              | Fortitudo Alco - Virtus Sinudyne       | 77-82         |
| 24  | 30 ottobre 1977   | PalaDozza, Bologna                | Serie A1 1977-1978                              | Fortitudo Alco - Virtus Sinudyne       | 82-84         |
| 25  | 4 gennaio 1978    | PalaDozza, Bologna                | Serie A1 1977-1978                              | Virtus Sinudyne - Fortitudo Alco       | 88-83         |
| 26  | 20 dicembre 1978  | PalaDozza, Bologna                | Serie A1 1978-1979                              | Virtus Sinudyne - Fortitudo Mercury    | 79-77         |
| 27  | 4 marzo 1979      | PalaDozza, Bologna                | Serie A1 1978-1979                              | Fortitudo Mercury - Virtus Sinudyne    | 68-79         |
| 28  | 9 novembre 1980   | PalaDozza, Bologna                | Serie A1 1980-1981                              | Fortitudo I&B - Virtus Sinudyne        | 100-102 (dts) |
| 29  | 7 gennaio 1981    | PalaDozza, Bologna                | Serie A1 1980-1981                              | Virtus Sinudyne - Fortitudo I&B        | 101-107 (dts) |
| 30  | 25 ottobre 1981   | PalaDozza, Bologna                | Serie A1 1981-1982                              | Fortitudo Latte Sole - Virtus Sinudyne | 79-81         |
| 31  | 6 gennaio 1982    | PalaDozza, Bologna                | Serie A1 1981-1982                              | Virtus Sinudyne - Fortitudo Latte Sole | 85-96         |
| 32  | 7 marzo 1982      | PalaDozza, Bologna                | Serie A1 1981-1982 (fase a orologio)            | Virtus Sinudyne - Fortitudo Latte Sole | 92-71         |
| 33  | 24 novembre 1982  | PalaDozza, Bologna                | Serie A1 1982-1983                              | Fortitudo Latte Sole - Virtus Sinudyne | 93-95         |
| 34  | 27 febbraio 1983  | PalaDozza, Bologna                | Serie A1 1982-1983                              | Virtus Sinudyne - Fortitudo Latte Sole | 97-85         |
| 35  | 22 settembre 1983 | PalaDozza, Bologna                | Coppa Italia 1984                               | Fortitudo Yoga - Virtus Granarolo      | 79-99         |
| 36  | 26 ottobre 1983   | PalaDozza, Bologna                | Coppa Italia 1984                               | Virtus Granarolo - Fortitudo Yoga      | 92-76         |
| 37  | 11 novembre 1984  | PalaDozza, Bologna                | Serie A1 1984-1985                              | Fortitudo Yoga - Virtus Granarolo      | 78-85         |
| 38  | 7 febbraio 1985   | PalaDozza, Bologna                | Serie A1 1984-1985                              | Virtus Granarolo - Fortitudo Yoga      | 89-79         |
| 39  | 26 settembre 1985 | PalaDozza, Bologna                | Coppa Italia 1986                               | Fortitudo Yoga - Virtus Granarolo      | 69-58         |
| 40  | 9 ottobre 1985    | PalaDozza, Bologna                | Coppa Italia 1986                               | Virtus Granarolo - Fortitudo Yoga      | 91-64         |
| 41  | 17 settembre 1986 | PalaDozza, Bologna                | Coppa Italia 1987                               | Virtus Dietor - Fortitudo Yoga         | 82-67         |
| 42  | 26 novembre 1986  | PalaDozza, Bologna                | Serie A1 1986-1987                              | Virtus Dietor - Fortitudo Yoga         | 82-83         |
| 43  | 1º marzo 1987     | PalaDozza, Bologna                | Serie A1 1986-1987                              | Fortitudo Yoga - Virtus Dietor         | 85-108        |
| 44  | 29 settembre 1987 | PalaDozza, Bologna                | Coppa Italia 1988                               | Virtus Dietor - Fortitudo Yoga         | 82-78         |
| 45  | 10 aprile 1988    | PalaDozza, Bologna                | Serie A1 1987-1988 (play-off, ottavi di finale) | Virtus Dietor - Fortitudo Yoga         | 75-85         |
| 46  | 13 aprile 1988    | PalaDozza, Bologna                | Serie A1 1987-1988 (play-off, ottavi di finale) | Fortitudo Yoga - Virtus Dietor         | 77-70         |
| 47  | 20 novembre 1988  | PalaDozza, Bologna                | Serie A1 1988-1989                              | Fortitudo Arimo - Virtus Knorr         | 83-100        |
| 48  | 5 marzo 1989      | PalaDozza, Bologna                | Serie A1 1988-1989                              | Virtus Knorr - Fortitudo Arimo         | 70-102        |
| 49  | 23 dicembre 1989  | PalaDozza, Bologna                | Serie A1 1989-1990                              | Fortitudo Arimo - Virtus Knorr         | 67-77         |
| 50  | 8 aprile 1990     | PalaDozza, Bologna                | Serie A1 1989-1990                              | Virtus Knorr - Fortitudo Arimo         | 78-90         |
| 51  | 12 settembre 1993 | PalaDozza, Bologna                | Coppa Italia 1994                               | Fortitudo - Virtus Buckler             | 81-83         |
| 52  | 16 settembre 1993 | PalaDozza, Bologna                | Coppa Italia 1994                               | Virtus Buckler - Fortitudo             | 101-60        |
| 53  | 16 ottobre 1993   | PalaDozza, Bologna                | Serie A1 1993-1994                              | Fortitudo - Virtus Buckler             | 72-75         |
| 54  | 5 febbraio 1994   | PalaDozza, Bologna                | Serie A1 1993-1994                              | Virtus Buckler - Fortitudo             | 78-70         |
| 55  | 30 ottobre 1994   | PalaDozza, Bologna                | Serie A1 1994-1995                              | Virtus Buckler - Fortitudo Filodoro    | 85-81         |
| 56  | 4 marzo 1995      | PalaDozza, Bologna                | Serie A1 1994-1995                              | Fortitudo Filodoro - Virtus Buckler    | 84-83         |
| 57  | 22 marzo 1995     | PalaDozza, Bologna                | Serie A1 1994-1995 (fase a orologio)            | Virtus Buckler - Fortitudo Filodoro    | 82-70         |
| 58  | 29 ottobre 1995   | PalaMalaguti, Casalecchio di Reno | Serie A1 1995-1996                              | Virtus Buckler - Fortitudo Teamsystem  | 76-73         |
| 59  | 4 febbraio 1996   | PalaMalaguti, Casalecchio di Reno | Serie A1 1995-1996                              | Fortitudo Teamsystem - Virtus Buckler  | 82-71         |
| 60  | 30 marzo 1996     | PalaMalaguti, Casalecchio di Reno | Serie A1 1995-1996 (fase a orologio)            | Fortitudo Teamsystem - Virtus Buckler  | 87-71         |
| 61  | 24 novembre 1996  | PalaMalaguti, Casalecchio di Reno | Serie A1 1996-1997                              | Fortitudo Teamsystem - Virtus Kinder   | 80-63         |
| 62  | 9 marzo 1997      | PalaDozza, Bologna                | Serie A1 1996-1997                              | Virtus Kinder - Fortitudo Teamsystem   | 63-67         |
| 63  | 20 aprile 1997    | PalaMalaguti, Casalecchio di Reno | Serie A1 1996-1997 (play-off, semifinali)       | Fortitudo Teamsystem - Virtus Kinder   | 71-62         |
| 64  | 27 aprile 1997    | PalaDozza, Bologna                | Serie A1 1996-1997 (play-off, semifinali)       | Virtus Kinder - Fortitudo Teamsystem   | 62-75         |
| 65  | 29 aprile 1997    | PalaMalaguti, Casalecchio di Reno | Serie A1 1996-1997 (play-off, semifinali)       | Fortitudo Teamsystem - Virtus Kinder   | 95-80         |
| 66  | 23 novembre 1997  | PalaMalaguti, Casalecchio di Reno | Serie A1 1997-1998                              | Virtus Kinder - Fortitudo Teamsystem   | 78-77         |
| 67  | 30 gennaio 1998   | PalaMalaguti, Casalecchio di Reno | Coppa Italia 1998                               | Fortitudo Teamsystem - Virtus Kinder   | 73-64         |
| 68  | 15 marzo 1998     | PalaMalaguti, Casalecchio di Reno | Serie A1 1997-1998                              | Fortitudo Teamsystem - Virtus Kinder   | 71-69         |
| 69  | 24 marzo 1998     | PalaMalaguti, Casalecchio di Reno | Eurolega 1997-1998 (quarti di finale)           | Virtus Kinder - Fortitudo Teamsystem   | 64-52         |
| 70  | 26 marzo 1998     | PalaMalaguti, Casalecchio di Reno | Eurolega 1997-1998 (quarti di finale)           | Fortitudo Teamsystem - Virtus Kinder   | 56-58         |
| 71  | 17 maggio 1998    | PalaMalaguti, Casalecchio di Reno | Serie A1 1997-1998 (play-off, finale)           | Virtus Kinder - Fortitudo Teamsystem   | 80-81         |
| 72  | 21 maggio 1998    | PalaMalaguti, Casalecchio di Reno | Serie A1 1997-1998 (play-off, finale)           | Fortitudo Teamsystem - Virtus Kinder   | 76-78         |
| 73  | 24 maggio 1998    | PalaMalaguti, Casalecchio di Reno | Serie A1 1997-1998 (play-off, finale)           | Virtus Kinder - Fortitudo Teamsystem   | 69-76         |
| 74  | 28 maggio 1998    | PalaMalaguti, Casalecchio di Reno | Serie A1 1997-1998 (play-off, finale)           | Fortitudo Teamsystem - Virtus Kinder   | 57-59         |
| 75  | 31 maggio 1998    | PalaMalaguti, Casalecchio di Reno | Serie A1 1997-1998 (play-off, finale)           | Virtus Kinder - Fortitudo Teamsystem   | 86-77 (dts)   |
| 76  | 20 settembre 1998 | PalaMalaguti, Casalecchio di Reno | Supercoppa italiana 1998                        | Virtus Kinder - Fortitudo Teamsystem   | 59-66         |
| 77  | 1º novembre 1998  | PalaMalaguti, Casalecchio di Reno | Serie A1 1998-1999                              | Fortitudo Teamsystem - Virtus Kinder   | 57-56         |
| 78  | 14 gennaio 1999   | PalaMalaguti, Casalecchio di Reno | Eurolega 1998-1999 (secondo turno)              | Virtus Kinder - Fortitudo Teamsystem   | 72-74 (dts)   |
| 79  | 7 febbraio 1999   | PalaMalaguti, Casalecchio di Reno | Serie A1 1998-1999                              | Virtus Kinder - Fortitudo Teamsystem   | 74-87         |
| 80  | 11 febbraio 1999  | PalaMalaguti, Casalecchio di Reno | Eurolega 1998-1999 (secondo turno)              | Fortitudo Teamsystem - Virtus Kinder   | 67-65         |
| 81  | 20 aprile 1999    | Olympiahalle, Monaco di Baviera   | Eurolega 1998-1999 (semifinale)                 | Virtus Kinder - Fortitudo Teamsystem   | 62-57         |
| 82  | 4 dicembre 1999   | PalaDozza, Bologna                | Serie A1 1999-2000                              | Fortitudo Paf - Virtus Kinder          | 72-56         |
| 83  | 25 marzo 2000     | PalaMalaguti, Casalecchio di Reno | Serie A1 1999-2000                              | Virtus Kinder - Fortitudo Paf          | 66-74         |
| 84  | 23 dicembre 2000  | PalaMalaguti, Casalecchio di Reno | Serie A1 2000-2001                              | Virtus Kinder - Fortitudo Paf          | 99-62         |
| 85  | 17 marzo 2001     | PalaDozza, Bologna                | Serie A1 2000-2001                              | Fortitudo Paf - Virtus Kinder          | 71-66         |
| 86  | 27 marzo 2001     | PalaMalaguti, Casalecchio di Reno | Eurolega 2000-2001 (semifinale)                 | Virtus Kinder - Fortitudo Paf          | 103-76        |
| 87  | 29 marzo 2001     | PalaMalaguti, Casalecchio di Reno | Eurolega 2000-2001 (semifinale)                 | Virtus Kinder - Fortitudo Paf          | 92-84         |
| 88  | 3 aprile 2001     | PalaDozza, Bologna                | Eurolega 2000-2001 (semifinale)                 | Fortitudo Paf - Virtus Kinder          | 70-74         |
| 89  | 14 giugno 2001    | PalaMalaguti, Casalecchio di Reno | Serie A1 2000-2001 (play-off, finale)           | Virtus Kinder - Fortitudo Paf          | 86-81         |
| 90  | 16 giugno 2001    | PalaDozza, Bologna                | Serie A1 2000-2001 (play-off, finale)           | Fortitudo Paf - Virtus Kinder          | 71-77         |
| 91  | 19 giugno 2001    | PalaMalaguti, Casalecchio di Reno | Serie A1 2000-2001 (play-off, finale)           | Virtus Kinder - Fortitudo Paf          | 83-79         |
| 92  | 17 novembre 2001  | PalaDozza, Bologna                | Serie A 2001-2002                               | Fortitudo Skipper - Virtus Kinder      | 80-79         |
| 93  | 24 marzo 2002     | PalaMalaguti, Casalecchio di Reno | Serie A 2001-2002                               | Virtus Kinder - Fortitudo Skipper      | 94-63         |
| 94  | 16 novembre 2002  | PalaDozza, Bologna                | Serie A 2002-2003                               | Fortitudo Skipper - Virtus             | 80-71         |
| 95  | 23 marzo 2003     | PalaMalaguti, Casalecchio di Reno | Serie A 2002-2003                               | Virtus - Fortitudo Skipper             | 70-82         |
| 96  | 4 dicembre 2005   | PalaDozza, Bologna                | Serie A 2005-2006                               | Fortitudo Climamio - Virtus Vidivici   | 93-81         |
| 97  | 15 aprile 2006    | PalaMalaguti, Casalecchio di Reno | Serie A 2005-2006                               | Virtus Vidivici - Fortitudo Climamio   | 84-86         |
| 98  | 29 ottobre 2006   | PalaMalaguti, Casalecchio di Reno | Serie A 2006-2007                               | Virtus Vidivici - Fortitudo Climamio   | 64-60         |
| 99  | 11 marzo 2007     | PalaDozza, Bologna                | Serie A 2006-2007                               | Fortitudo Climamio - Virtus Vidivici   | 81-92         |
| 100 | 3 novembre 2007   | PalaDozza, Bologna                | Serie A 2007-2008                               | Fortitudo Upim - Virtus La Fortezza    | 80-63         |
| 101 | 2 marzo 2008      | PalaMalaguti, Casalecchio di Reno | Serie A 2007-2008                               | Virtus La Fortezza - Fortitudo Upim    | 92-95 (dts)   |
| 102 | 7 dicembre 2008   | PalaMalaguti, Casalecchio di Reno | Serie A 2008-2009                               | Virtus La Fortezza - Fortitudo Gmac    | 93-67         |
| 103 | 29 marzo 2009     | PalaDozza, Bologna                | Serie A 2008-2009                               | Fortitudo Gmac - Virtus La Fortezza    | 74-75         |
| 104 | 6 gennaio 2017    | Unipol Arena, Casalecchio di Reno | Serie A2 2016-2017                              | Virtus Segafredo - Fortitudo Kontatto  | 87-86 (dts)   |
| 105 | 14 aprile 2017    | PalaDozza, Bologna                | Serie A2 2016-2017                              | Fortitudo Kontatto - Virtus Segafredo  | 79-72         |
| 106 | 25 dicembre 2019  | Virtus Arena, Bologna             | Serie A 2019-2020                               | Virtus Segafredo - Fortitudo Pompea    | 94-62         |
| 107 | 4 settembre 2020  | Unipol Arena, Casalecchio di Reno | Supercoppa italiana 2020                        | Fortitudo Lavoropiù - Virtus Segafredo | 73-87         |
| 108 | 7 settembre 2020  | PalaDozza, Bologna                | Supercoppa italiana 2020                        | Virtus Segafredo - Fortitudo Lavoropiù | 84-86         |
| 109 | 22 novembre 2020  | Unipol Arena, Casalecchio di Reno | Serie A 2020-2021                               | Fortitudo Lavoropiù - Virtus Segafredo | 71-91         |
| 110 | 28 marzo 2021     | Virtus Segafredo Arena, Bologna   | Serie A 2020-2021                               | Virtus Segafredo - Fortitudo Lavoropiù | 81-73         |
| 111 | 19 dicembre 2021  | Virtus Segafredo Arena, Bologna   | Serie A 2021-2022                               | Virtus Segafredo - Fortitudo Kigili    | 76-70         |
| 112 | 13 marzo 2022     | PalaDozza, Bologna                | Serie A 2021-2022                               | Fortitudo Kigili - Virtus Segafredo    | 82-85         |

### Bilancio complessivo
Statistiche aggiornate al 13 marzo 2022.
| Squadra   | Vittorie totali | Vittorie in casa | Vittorie in trasferta | Vittorie in campo neutro |
| --------- | --------------- | ---------------- | --------------------- | ------------------------ |
| Virtus    | 65              | 35               | 29                    | 1                        |
| Fortitudo | 47              | 21               | 24                    | 2                        |

## Tifoserie a confronto
Storicamente, per molti anni i tifosi della Virtus si contraddistinsero per l'appartenenza alle sfere borghesi e più abbienti della città: perciò il tifo bianconero era considerato non solo elitario, ma anche esigente in termini di risultati sportivi. Assai diverse erano le caratteristiche dei primi sostenitori fortitudini, solitamente più giovani e provenienti da ceti più popolari. Essi, mossi da un desiderio di rivalsa, cercarono da subito di superare i rivali nella passione per la propria squadra, dato che i virtussini erano spesso piuttosto freddi quando assistevano alle partite.
Tale differenziazione aveva delle ragioni pratiche ed economiche: assistere agli incontri della Virtus era estremamente costoso e, in molti casi, era comunque difficile trovare posti liberi, dato che i tifosi rinnovavano i loro abbonamenti per diversi anni di seguito; la Fortitudo offriva invece biglietti più economici e accessibili.
Nel 1970 un gruppo di tifosi della Effe fondò il primo gruppo ultras della pallacanestro italiana, la Fossa dei Leoni, che da allora è stata il cuore del tifo biancoblù. Nel 1979 arrivò la risposta dei tifosi della Virtus con la nascita dei Forever Boys. Ad ogni modo, i fortitudini hanno sempre rivendicato il loro maggiore attaccamento alla squadra, nonché la capacità di coinvolgere tutto il palazzo quando si tratta di incitare i propri giocatori. La Virtus, d'altro canto, sotto la presidenza Porelli fondò i propri successi anche sull'ingente apporto economico assicurato ogni stagione dai fedeli abbonati. 
Nel XXI secolo, tuttavia, in gran parte queste differenze si sono progressivamente appianate.

## Virtus-Gira

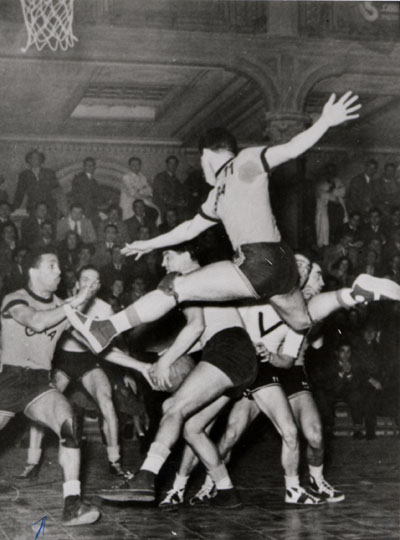
Un derby degli anni 50 fra Virtus e Gira in Sala Borsa.

Prima dell'arrivo in Serie A della Fortitudo, nel secondo dopoguerra vi fu un altro derby molto sentito nella Bologna cestistica, quello fra Virtus e Gira. Già a quei tempi la prima era vista come la squadra che rappresentava la Bologna borghese; la seconda invece era nata tra gli studenti universitari. I primi confronti avvennero nella stagione 1948-49 e si risolsero a favore dei bianconeri campioni d'Italia. Soltanto nell'annata 1952-53 i "girini" batterono per la prima volta la Virtus, per poi sconfiggerla in entrambe le occasioni e superarla in classifica nella stagione 1953-54.
Dopodiché, gli arancioni non riuscirono più a superare i rivali nei successivi 19 derby. Le ultime partite fra le due squadre risalgono agli anni compresi tra il 1976 e il 1979: il Gira retrocesse, insieme alla Fortitudo, proprio dopo aver vinto per un punto l'ultima stracittadina contro le Vu nere.
| Nº | Luogo               | Competizione                                        | Incontro                            | Risultato      |
| -- | ------------------- | --------------------------------------------------- | ----------------------------------- | -------------- |
| 1  | Sala Borsa, Bologna | Serie A 1948-1949                                   | Virtus - Gira                       | 38-33          |
| 2  | Sala Borsa, Bologna | Serie A 1948-1949                                   | Gira - Virtus                       | 26-33          |
| 3  | Sala Borsa, Bologna | Serie A 1949-1950                                   | Virtus - Gira                       | 33-30          |
| 4  | Sala Borsa, Bologna | Serie A 1949-1950                                   | Gira - Virtus                       | 29-38          |
| 5  | Sala Borsa, Bologna | Serie A 1950-1951                                   | Gira - Virtus                       | 29-48          |
| 6  | Sala Borsa, Bologna | Serie A 1950-1951                                   | Virtus - Gira                       | 54-42          |
| 7  | Sala Borsa, Bologna | Serie A 1951-1952                                   | Gira - Virtus                       | 32-36          |
| 8  | Sala Borsa, Bologna | Serie A 1951-1952                                   | Virtus - Gira                       | 48-37          |
| 9  | Sala Borsa, Bologna | Serie A 1952-1953                                   | Virtus - Gira                       | 45-58          |
| 10 | Sala Borsa, Bologna | Serie A 1952-1953                                   | Gira - Virtus                       | 40-43          |
| 11 | Sala Borsa, Bologna | Serie A 1953-1954                                   | Gira - Virtus Minganti              | 63-50          |
| 12 | Sala Borsa, Bologna | Serie A 1953-1954                                   | Virtus Minganti - Gira              | 53-64          |
| 13 | Sala Borsa, Bologna | Serie A 1954-1955                                   | Virtus Minganti - Gira Preti        | 51-39          |
| 14 | Sala Borsa, Bologna | Serie A 1954-1955                                   | Gira Preti - Virtus Minganti        | 54-54          |
| 15 | Sala Borsa, Bologna | Elette 1955-1956                                    | Gira Preti - Virtus Minganti        | 33-70          |
| 16 | Sala Borsa, Bologna | Elette 1955-1956                                    | Virtus Minganti - Gira Preti        | 55-50          |
| 17 | Sala Borsa, Bologna | Elette 1956-1957                                    | Virtus Minganti - Gira Preti        | 45-42 (d.t.s.) |
| 18 | Sala Borsa, Bologna | Elette 1956-1957                                    | Gira Preti - Virtus Minganti        | 54-64          |
| 19 | PalaDozza, Bologna  | Elette 1957-1958                                    | Gira Santipasta - Virtus Minganti   | 43-70          |
| 20 | PalaDozza, Bologna  | Elette 1957-1958                                    | Virtus Minganti - Gira Santipasta   | 69-57          |
| 21 | PalaDozza, Bologna  | Elette 1958-1959                                    | Gira Santipasta - Virtus Oransoda   | 64-85          |
| 22 | PalaDozza, Bologna  | Elette 1958-1959                                    | Virtus Oransoda - Gira Santipasta   | 78-68          |
| 23 | PalaDozza, Bologna  | Elette 1959-1960                                    | Virtus Oransoda - Gira              | 78-58          |
| 24 | PalaDozza, Bologna  | Elette 1959-1960                                    | Gira - Virtus Oransoda              | 57-91          |
| 25 | PalaDozza, Bologna  | Elette 1960-1961                                    | Gira Lovari - Virtus Idrolitina     | 49-61          |
| 26 | PalaDozza, Bologna  | Elette 1960-1961                                    | Virtus Idrolitina - Gira Lovari     | 62-53          |
| 27 | PalaDozza, Bologna  | Elette 1963-1964                                    | Gira Fides - Virtus Knorr           | 69-93          |
| 28 | PalaDozza, Bologna  | Elette 1963-1964                                    | Virtus Knorr - Gira Fides           | 81-62          |
| 29 | PalaDozza, Bologna  | Elette 1964-1965                                    | Virtus Knorr - Gira Fides           | 78-65          |
| 30 | PalaDozza, Bologna  | Elette 1964-1965                                    | Gira Fides - Virtus Knorr           | 63-77          |
| 31 | PalaDozza, Bologna  | Coppa Italia 1968-1969                              | Virtus Candy - Gira Brumor          | 51-50          |
| 32 | PalaDozza, Bologna  | Serie A1 1976-1977 (poule classificazione play-off) | Virtus Sinudyne - Gira Fernet Tonic | 75-79          |
| 33 | PalaDozza, Bologna  | Serie A1 1976-1977 (poule classificazione play-off) | Gira Fernet Tonic - Virtus Sinudyne | 68-77          |
| 34 | PalaDozza, Bologna  | Serie A1 1977-1978                                  | Gira Fernet Tonic - Virtus Sinudyne | 91-108         |
| 35 | PalaDozza, Bologna  | Serie A1 1977-1978                                  | Virtus Sinudyne - Gira Fernet Tonic | 103-80         |
| 36 | PalaDozza, Bologna  | Serie A1 1978-1979                                  | Gira Amaro Harris - Virtus Sinudyne | 77-82          |
| 37 | PalaDozza, Bologna  | Serie A1 1978-1979                                  | Virtus Sinudyne - Gira Amaro Harris | 100-101        |

| Squadra | Vittorie totali | Vittorie in casa | Vittorie in trasferta | Pareggi in casa |
| ------- | --------------- | ---------------- | --------------------- | --------------- |
| Virtus  | 31              | 15               | 16                    | 0               |
| Gira    | 5               | 1                | 4                     | 1               |

## Gli altri derby

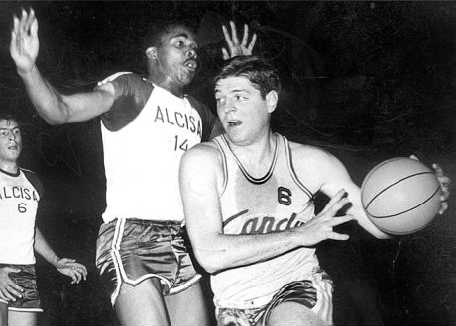
Il virtussino Gianfranco Lombardi in un derby contro la Sant'Agostino nella stagione 1965-1966.

La prima sfida fra due formazioni bolognesi nella serie maggiore risale alla Divisione Nazionale 1935: nel girone finale la Virtus sconfisse due volte il G.U.F. Bologna.
La OARE nella Serie A 1951-1952 vinse il derby casalingo contro il Gira e perse entrambi quelli contro la Virtus.
Più lunga fu l'esperienza in Elette della Società Cestistica Mazzini, più nota con il nome dello sponsor, Moto Morini. In quattro stagioni vinse la maggior parte delle partite contro il Gira (6 su 10), ma batté la Virtus solo nella seconda stracittadina della stagione 1958-59, prima di fondersi con la Sant'Agostino. Questa perse tutti i derby della stagione seguente e retrocedette. Quando tornò in Serie A nel 1965 fu sconfitta due volte dalle Vu nere; arrivata penultima nello spareggio salvezza, si trovò a giocare la qualificazione A/B contro il Gira, arrivato terzo nel concentramento finale di Serie B. La Sant'Agostino vinse due gare su tre e, al termine della stagione, cedette il titolo sportivo alla Fortitudo.
Quando il Gira tornò in Serie A1, oltre alla Virtus affrontò anche la Fortitudo (con questa vi erano precedenti nei campionati di secondo livello): nelle due stagioni in massima serie i biancoblù e gli arancioni vinsero 2 derby a testa.